# Papaveraceae
Papaveraceae (Juss., 1789), o Papaveracee, sono una famiglia di piante appartenente all'ordine Ranunculales, contenente circa 775 specie suddivise in 42 generi.

## Descrizione
Sono in massima parte erbacee, solo raramente lianose, arbustive o arboree, per lo più dotate di vasi laticiferi.
Le foglie sono distanziate e spesso frastagliate. I fiori, bisessuati, sono di regola binari; possono essere singoli o in infiorescenze, cioè raggruppati secondo una precisa disposizione lungo una porzione di stelo. I fiori hanno due sepali che generalmente cadono presto, una corolla fatta da quattro petali liberi, due o più stami e un ovario supero contenente parecchi ovuli. Il frutto è generalmente capsulato.

## Distribuzione e habitat
La famiglia risiede nelle regioni temperate e subtropicali dell'emisfero settentrionale, anche se non mancano specie adattatesi a vivere in regioni montane o subpolari. 

## Tassonomia
La famiglia Papaveraceae, inclusa dal Sistema Cronquist nell'ordine Papaverales, è stabilmente inclusa, nella moderna classificazione filogenetica, all'interno dell'ordine Ranunculales.
La definizione delle Papaveraceae in sensu lato adottata dall'APG e la conseguente inclusione in questo taxon della famiglia delle Fumariaceae, ha portato alla creazione di due sottofamiglie separate, tra le quali sono ripartiti i 42 generi qui inclusi. Questa famiglia si presenta quindi così strutturata:
Sottofamiglia Fumarioideae
Tribù Hypecoeae
- Hypecoum Tourn. ex L.
- Pteridophyllum Siebold & Zucc.

Tribù Fumarieae
Sottotribù Corydalinae
- Adlumia Raf. ex DC.
- Capnoides Tourn. ex Adans.
- Corydalis DC.
- Dactylicapnos Wall.
- Dicentra Barkh. ex Bernh.
- Ehrendorferia Fukuhara & Lidén
- Ichtyoselmis Lidén & T.Fukuhara
- Lamprocapnos Endl.

Sottotribù Fumariinae
- Ceratocapnos Durieu
- Cryptocapnos Rech.f.
- Cysticapnos Mill.
- Discocapnos Cham. & Schltdl.
- Fumaria Tourn. ex L.
- Fumariola Korsh.
- Platycapnos (DC.) Bernh.
- Pseudofumaria Medik.
- Rupicapnos Pomel
- Sarcocapnos DC.
- Trigonocapnos Schltr.

Sottofamiglia Papaveroideae
Tribù Eschscholzieae
- Dendromecon Benth.
- Eschscholzia Cham.
- Hunnemannia Sweet

Tribù Chelidonieae
- Bocconia Plum. ex L.
- Chelidonium L.
- Dicranostigma Hook.f. & Thomson
- Eomecon Hance
- Glaucium Mill.
- Hylomecon Maxim.
- Macleaya R.Br.
- Sanguinaria Dill. ex L.
- Stylophorum Nutt.

Tribù Platystemoneae
- Meconella Nutt.
- Platystemon Benth.
- Platystigma Benth.

Tribù Papavereae
- Arctomecon Torr. & Frém.
- Argemone L.
- Canbya Parry ex A.Gray
- Coreanomecon Nakai
- Papaver L.
- Romneya Harv.